# Cox-Klemin XA-1
Le Cox-Klemin XA-1 était un avion militaire de l'entre-deux-guerres, construit aux États-Unis par la Cox-Klemin Aircraft Corporation.